# 鈴木郁三
鈴木 郁三（すずき いくぞう、1903年12月1日 - 1972年5月6日）は、日本の実業家、新聞人、出版人、映画プロデューサーである。子供マンガ新聞社社長、東京日日新聞社社長、東日興業社長、世界文化社取締役会長を歴任した。出版人として『週刊子供マンガ新聞』、『家庭画報』を創刊したほか、映画プロデューサーとして、初の日米合作映画『東京ファイル212』を製作した。

## 人物・来歴
1903年（明治36年）12月1日に生まれる。
第二次世界大戦前、千草書房を興す。戦後、1946年（昭和21年）2月、世界文化画報社を設立した。
同年3月、千草書房から『旬刊子供マンガ新聞』を創刊、同年4月まで発行し、同年5月、同社の社名を「子供マンガ新聞社」と変更、同年5月12日、『週刊子供マンガ新聞』を創刊した。杉浦幸雄、清水崑、横山隆一、横井福次郎、近藤日出造、和田義三らが執筆した。
1947年（昭和22年）、日刊紙『東京民報』を発行していた民報社を買収、1948年（昭和23年）11月30日をもって終刊、翌12月1日から『夕刊東京日日新聞』として新創刊した。民報社の社名も東京日日新聞社と改め、週刊紙『サンデー民報』も『東日ダイジェスト』と改称した。
1949年（昭和24年）12月、毎日新聞社の内部に東日興業を設立、翌1950年（昭和25年）、長谷川一夫の新演伎座と提携し、マキノ正博（のちのマキノ雅弘）の監督作『傷だらけの男』を製作、東宝がこれを配給して公開した。同年9月、陸軍大学校跡地に東日興業スタジオを開設し、初の日米合作映画『東京ファイル212』を製作した。1952年（昭和27年）には同社を東宝資本に売却し、東京映画となって東日興業は消滅した。
1953年（昭和28年）4月、『週刊子供マンガ新聞』を4月号をもって廃刊した。同年11月、子供マンガ新聞社と世界文化画報社を改組し、世界文化社を設立、代表取締役社長に就任した。 1958年（昭和33年）2月、月刊誌『家庭画報』を創刊した。同社は、書店販売ではなくセールスマンが直販する方式をとり、『家庭画報』は直販界初の月刊誌であった。同社では、編集者としても多くの書籍を編集した。のちに専務取締役だった長男の鈴木勤に社長を譲り（現任）、会長に就任した。
1972年（昭和47年）5月6日、心筋梗塞のため、東京・本郷の東大病院で死去した。満68歳没。同年5月16日、築地本願寺で社葬が営まれた。

## フィルモグラフィ
- 『傷だらけの男』 : 監督マキノ正博、1950年 - 製作新演伎座・東日興業、配給東宝
- 『毎日NBCテレビニュース』 : ニュース映画、1950年 - 1952年 - 製作東日興業、配給大映
- 『東京ファイル212』 : 監督スチュアート・マックガワン、1951年 - 製作ブレイクストン・プロダクション・東日興業、配給東京映画配給

## ビブリオグラフィ
- 『家庭画報』 : 1958年 -
- 『科学大観』 : 監修岡田要、1961年 - 1963年
- 『世界文化シリーズ』 : 1964年 - 1966年
- 『日本歴史シリーズ』 : 1966年

## 註
1. ↑  『CD - 人物レファレンス事典 日本編』、日外アソシエーツ、2004年。
2. 1 2 3 4 5 6  『中央公論』1986年12月号、中央公論社、1986年。
3. 1 2 3  合祀者名簿、日本出版クラブ、2009年11月21日閲覧。
4. 1 2 3  『日販20年のあゆみ』、日本出版販売、1969年、p.141.
5. ↑  旬刊子供マンガ新聞、戦後日本少年少女雑誌データベース、2009年11月21日閲覧。
6. 1 2 3  週刊子供マンガ新聞、戦後日本少年少女雑誌データベース、2009年11月21日閲覧。
7. ↑  『戦後漫画のトップランナー 横井福次郎 - 手塚治虫もひれ伏した天才漫画家の軌跡』、清水勲、臨川書店、2008年 ISBN 465304015X、p.92.
8. ↑  東京民報、全国新聞総合目録データベース、国立国会図書館、2009年11月21日閲覧。
9. 1 2 3  『キネマ旬報』第698号、キネマ旬報社、1976年、p.475.
10. ↑    - 傷だらけの男、日本映画データベース、2009年11月21日閲覧。
11. ↑  『日本映画発達史 III』、田中純一郎、中公文庫、1980年 ISBN 4122003059, p.354.
12. ↑  『日活五十年史』、日活、1962年、p.103.
13. ↑  『戦後20年日本の出版界』、日本出版販売、1965年、p.128.